# Remigio Ángel Olalla Aldea
Remigio Ángel Olalla Aldea (2 de agosto de 1903, Hacinas - 18 de agosto de 1936 Valdepeñas) fue un religioso español conocido como el hermano Agapito León, que perteneció a la congregación de los Hermanos de las Escuelas Cristianas, y está propuesto para su canonización.

## Biografía
Ingresó como novicio en Bujedo el año 1916, y tras realizar sus votos perpetuos en 1928, realizó su apostolado en la casa de Griñón. Se trasladó a Lembecqlez-Hal para su segundo noviciado en 1935 y a su regreso fue nombrado director provisional de la comunidad de Santa Cruz de Mudela por enfermedad del director, lugar donde se encontraba en el inicio de la persecución religiosa de julio de 1936. Fue encarcelado junto con todos los miembros de la comunidad, que fueron trasladados a Valdepeñas y fusilados en el cementerio municipal de la localidad.
Fue beatificado junto con otras 498 víctimas de la persecución religiosa durante la Guerra Civil Española , el 28 de octubre de 2007 en Roma.